# Henrik Jensen (calciatore 1959)
Henrik Jensen (Copenaghen, 25 ottobre 1959) è un allenatore di calcio ed ex calciatore danese, di ruolo centrocampista.

## Biografia
Henrik Jensen è il padre del calciatore Mike Jensen.

## Palmarès

### Giocatore

#### Competizioni nazionali
- Campionato danese: 6

Hvidovre: 1981
Brøndby: 1985, 1987, 1988, 1990, 1991
- Coppa di Danimarca: 3

Hvidovre: 1980
Brøndby: 1988-1989, 1993-1994